# چاولان، شیران
چاولان (به ترکی استانبولی: Çavlan) یک منطقهٔ مسکونی در ترکیه است که در شیران واقع شده‌است. چاولان ۳۹ نفر جمعیت دارد و ۱٬۷۹۰ متر بالاتر از سطح دریا واقع شده‌است.
اهالی این روستا علوی و کُرد هستند. نام اصلی این روستا چالان بود که در زبان کردی به معنی چاله‌ها است. این نام توسط دولت ترکیه به چاولان تغییر داده شده که در زبان ترکی به معنای آبشار است.